# Grenzbedingungen (Elektrodynamik)
Grenzbedingungen sind Stetigkeitsbedingungen, welche in der klassischen Elektrodynamik zwischen zwei unterschiedlichen Medien gelten. Sie stellen die Randwerte bei den Maxwellgleichungen im Übergangsbereich zwischen unterschiedlichen Materialien dar.

## Allgemeine Grenzbedingungen
Die Felder in den beiden Medien werden mit den Indizes 1 und 2 gekennzeichnet.
- {\displaystyle {\hat {n}}\times \left({\vec {E}}_{2}-{\vec {E}}_{1}\right)=0}

- {\displaystyle {\hat {n}}\cdot \left({\vec {D}}_{2}-{\vec {D}}_{1}\right)=\sigma _{\text{frei}}}

- {\displaystyle {\hat {n}}\cdot \left({\vec {B}}_{2}-{\vec {B}}_{1}\right)=0}

- {\displaystyle {\hat {n}}\times \left({\vec {H}}_{2}-{\vec {H}}_{1}\right)={\vec {j}}_{\text{frei}}}

dabei ist 
- {\displaystyle {\hat {n}}} der Normalenvektor auf der Grenzfläche,
- {\displaystyle \sigma _{\text{frei}}} die Flächenladungsdichte freier Ladungen an der Grenzfläche
- und {\displaystyle {\vec {j}}_{\text{frei}}} die freie Stromdichte, die den Strom pro Flächeneinheit an der Grenzfläche angibt.

Diese Grenzbedingungen sagen aus: Die Tangentialkomponente des E-Feldes und die Normalkomponente des B-Feldes sind stetig. Die Tangentialkomponente des H-Feldes springt um {\displaystyle {\vec {j}}_{\mathrm {frei} }} und die Normalkomponente des D-Feldes springen um {\displaystyle \sigma _{\mathrm {frei} }}.

## Grenzbedingungen für ungeladene Isolatoren
Für ungeladene Isolatoren vereinfachen sich obige Beziehungen, da es dort keine freien Ladungen {\displaystyle \sigma _{\text{frei}}=0} und somit auch keine freien Ströme gibt {\displaystyle {\vec {j}}_{frei}=0}.
- {\displaystyle {\hat {n}}\times \left({\vec {E}}_{2}-{\vec {E}}_{1}\right)=0}

- {\displaystyle {\hat {n}}\cdot \left({\vec {D}}_{2}-{\vec {D}}_{1}\right)=0}

- {\displaystyle {\hat {n}}\cdot \left({\vec {B}}_{2}-{\vec {B}}_{1}\right)=0}

- {\displaystyle {\hat {n}}\times \left({\vec {H}}_{2}-{\vec {H}}_{1}\right)=0}

Die Stetigkeitsbedingungen in Worten: Die Tangentialkomponente des E-Feldes und die Normalkomponente des B-Feldes sind stetig. Zusätzlich sind hier die Tangentialkomponente des H-Feldes und die Normalkomponente des D-Feldes stetig.

## Grenzbedingungen von isotropen, zeitinvarianten Materialien
In isotropen und zeitinvarianten Materialien gelten die Zusammenhänge
{\displaystyle {\begin{aligned}{\vec {D}}&=\varepsilon _{0}\varepsilon _{\mathrm {r} }{\vec {E}}\\{\vec {B}}&=\mu _{o}\mu _{\mathrm {r} }{\vec {H}}\end{aligned}}}
Daraus können die restlichen Komponenten der Felder bestimmt werden.
{\displaystyle {\begin{array}{ccclccccl}E_{1}^{\parallel }&=&E_{2}^{\parallel }&&\qquad \qquad &\varepsilon _{1}E_{1}^{\perp }&=&\varepsilon _{2}E_{2}^{\perp }&-{\frac {\sigma }{\varepsilon _{0}}}\\{\frac {1}{\varepsilon _{1}}}D_{1}^{\parallel }&=&{\frac {1}{\varepsilon _{2}}}D_{2}^{\parallel }&&&D_{1}^{\perp }&=&D_{2}^{\perp }&-\sigma _{\text{frei}}\\H_{1}^{\parallel }&=&H_{2}^{\parallel }&-{\hat {t}}\cdot ({\vec {j}}_{\mathrm {frei} }\times {\hat {n}})&&\mu _{1}H_{1}^{\perp }&=&\mu _{2}H_{2}^{\perp }\\{\frac {1}{\mu _{1}}}B_{1}^{\parallel }&=&{\frac {1}{\mu _{2}}}B_{2}^{\parallel }&-\mu _{0}{\hat {t}}\cdot ({\vec {j}}_{\mathrm {frei} }\times {\hat {n}})&&B_{1}^{\perp }&=&B_{2}^{\perp }\\\end{array}}}
oder in nicht-leitenden, ungeladen Materialien
{\displaystyle {\begin{array}{cccccc}E_{1}^{\parallel }&=&E_{2}^{\parallel }&\qquad \qquad \qquad \qquad \qquad \qquad &\varepsilon _{1}E_{1}^{\perp }&=&\varepsilon _{2}E_{2}^{\perp }\\{\frac {1}{\varepsilon _{1}}}D_{1}^{\parallel }&=&{\frac {1}{\varepsilon _{2}}}D_{2}^{\parallel }&&D_{1}^{\perp }&=&D_{2}^{\perp }\\H_{1}^{\parallel }&=&H_{2}^{\parallel }&&\mu _{1}H_{1}^{\perp }&=&\mu _{2}H_{2}^{\perp }\\{\frac {1}{\mu _{1}}}B_{1}^{\parallel }&=&{\frac {1}{\mu _{2}}}B_{2}^{\parallel }&&B_{1}^{\perp }&=&B_{2}^{\perp }\\\end{array}}}
Dabei ist
- {\displaystyle \varepsilon _{\mathrm {r} }} die relative Permittivität,
- {\displaystyle \mu _{\mathrm {r} }} die relative Permeabilität,

- {\displaystyle E^{\parallel }}die Komponente des E-Feldes tangential zur Oberfläche und {\displaystyle E^{\perp }} die Komponente normal zur Oberfläche.
- {\displaystyle {\hat {t}}} ist der normierte Vektor in Richtung der Tangentialkomponente. Für {\displaystyle {\vec {B}}^{\parallel }} tangential zu {\displaystyle {\vec {j}}_{\mathrm {frei} }} gilt damit {\displaystyle {\hat {t}}\cdot ({\vec {j}}_{\mathrm {frei} }\times {\hat {n}})=|{\vec {j}}_{\mathrm {frei} }|}.